# The Prairie Town Romance
The Prairie Town Romance è un cortometraggio muto del 1909. Non si conosce il nome del regista né si hanno altri dati sul cast del film.

## Trama
Nel Montana, Eliza Crane, la figlia dell'ubriacone cittadino, è costretta - come sua madre - a lavorare per mantenersi. La povertà la porta ad accettare un posto di cameriera nell'unico albergo della piccola città dove vive. La sua bellezza attira l'ammirazione dei frequentatori del locale, ormai declassato a saloon, i mandriani della zona che passano lì il loro tempo libero, in divertimenti e liquori. Uno dei cowboy, un bravo ragazzo di nome Jack Lane innamorato di lei, sta risparmiando il denaro che gli servirà a mettere su casa con Eliza. Ma l'amore dei due giovani è insidiato dai maneggi di un altro cowboy che ha puntato i suoi occhi sulla ragazza: approfittando di una delle frequenti ubriacature del padre di Eliza, ottiene il suo consenso per sposarla. In realtà, il mascalzone sta organizzando un finto matrimonio che sarà celebrato da un vagabondo travestito da pastore. Jack, però, scompiglia i suoi piani, interrompendo la cerimonia e facendo scappare i bricconi. Il giovane si lancia all'inseguimento dei fuggitivi: avvisato lo sceriffo, sarà quest'ultimo a catturare i fuorilegge, mettendoli tutti in prigione dove li aspetta un veloce giudizio e la condanna.

## Produzione
Il film fu prodotto dalla Selig Polyscope Company.

## Distribuzione
Distribuito dalla Selig Polyscope Company, il film - un cortometraggio di una bobina - uscì nelle sale cinematografiche statunitensi il 28 gennaio 1909.